# Land- und Stadtgericht Rietberg

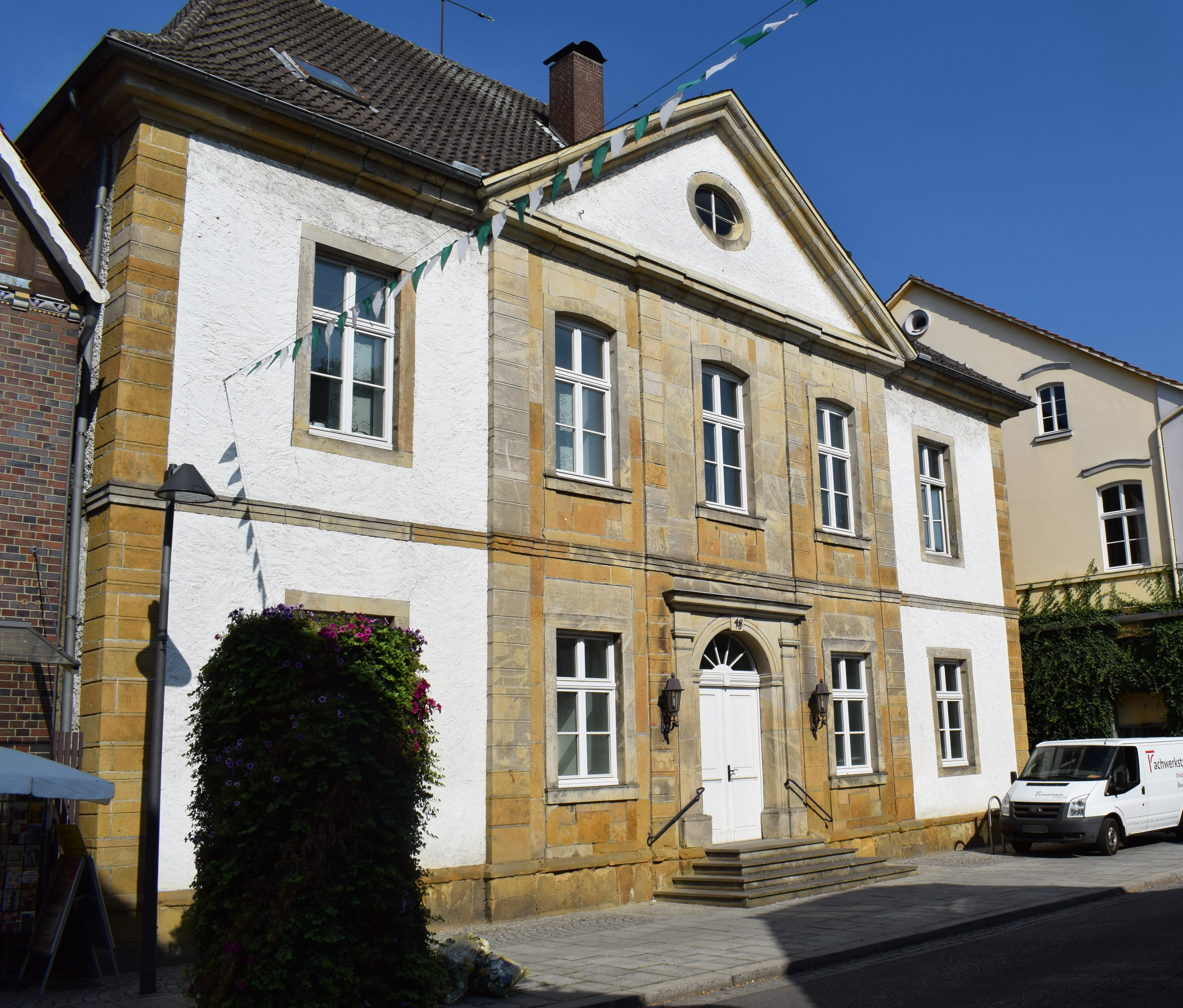
Rathausstraße 18, Gerichtsgebäude

Das Land- und Stadtgericht Rietberg war ein preußisches Land- und Stadtgericht mit Sitz in Rietberg.

## Geschichte
Rietberg war bis 1806 Residenz der Grafschaft Rietberg. 1806 wurde diese mediatisiert und kam an das Königreich Westphalen. Dort wurden die kaunitzschen Gerichte aufgehoben und ein Friedensgericht Rietberg eingerichtet (siehe auch Justizwesen im Königreich Westphalen). Nach dem Zusammenbruch der französischen Herrschaft 1814 kam das Gebiet zu Preußen. Aloys von Kaunitz-Rietberg erhielt aber die Stellung eines Standesherren, wozu auch die Gerichtsbarkeit gehörte. Diese wurde durch das fürstlich kaunitzsche Land- und Stadtgericht Rietberg wahrgenommen. Dieses war dem Oberlandesgericht Paderborn zugeordnet.
1822 verkaufte Aloys von Kaunitz-Rietberg die Standesherrschaft an den bürgerlichen Kaufmannssohn Friedrich Ludwig Tenge. Da dieser nicht adelig war, kam es zu einem Rechtstreit, der 1835 mit einem Kompromiss beendet wurde. Teil dieses Kompromisses war der die Übertragung der Rechtsprechung an den Staat. Mit Verfügung des preußischen Justizministers vom 13. Juni 1837 wurde damit das Gericht zum königlich preußischen Land- und Stadtgericht Rietberg erklärt.
Am 14. Dezember 1847 wurde das Land- und Stadtgericht Wiedenbrück zum 1. Januar 1848 zu einer mit zwei Richtern besetzten Gerichtskommission des Land- und Stadtgerichts Rietberg herabgestuft.
Nach der Märzrevolution wurden in Preußen die Patrimonialgerichte abgeschafft und einheitlich Kreisgerichte geschaffen. Der Land- und Stadtgericht Rietberg wurde aufgelöst und sein Sprengel kam zum Kreisgericht Bielefeld. In Rietberg wurde die Gerichtsdeputation Rietberg des Kreisgerichts Bielefeld mit drei Richtern eingerichtet, die für die Amter Rietberg und Verl zuständig war.

## Gebäude
Das Gericht hatte seinen Sitz im 1806 erbauten Gebäude Rathausstraße 18. Das Gerichtsgebäude steht unter Denkmalschutz, siehe Liste der Baudenkmäler in Rietberg.

## Richter
Der bisherige Friedensrichter in Rietberg, Benedikt Pelizaeus, wurde 1815 Assessor und 1818 Präsident des Land- und Stadtgerichts Rietberg. Er blieb bis zur Auflösung des Land- und Stadtgerichts Rietberg im Amt. Nach der Auflösung wurde er Vorsitzender der neuen Gerichtskommission.